# Монстри (фільм, 2010)
«Монстри» (англ. Monsters) — британський фантастичний трилер про монстрів 2010 р. сценариста і режисера Гарета Едвардса. Едвардс також став кінооператором, художником-постановником і художником з візуальних ефектів. Події відбуваються через кілька років після аварії зонда НАСА в Мексиці, що призвела до появи монстрів з гігантськими щупальцями. Ендрю Каулеру (грає Скут Макнейрі), американському фотожурналісту, доручено супроводжувати дочку свого боса Саманту (у виконанні Уїтні Ейбл) назад у США через «заражену зону» в Мексиці, де мешкають істоти.
Едвардс задумав ідею для фільму, побачивши спробу рибалок зловити тварину сіткою та представляючи монстра всередині. Він розвинув сюжет для Vertigo Films, яка запропонувала йому подивитися У пошуках опівнічного поцілунку, малобюджетний фільм за участю Скута Макнейрі. Едвардс обрав Макнейрі на головну роль і його тодішню подругу Уїтні Ейбл — теж акторка, а тепер дружина Макнейрі. Основні зйомки тривали три тижні і мали команду з шести осіб, проходили в п'яти країнах, багато місць були використані без дозволу. Більшість з масовки — люди, які були в цих місцях під час зйомок, тобто опинилися випадково; всі їхні діалоги імпровізовані.
Прем'єра відбулася в South by Southwest 13 березня 2010 р. Через кілька годин Magnet Releasing придбала права на поширення в Північній Америці. Він мав обмежений випуск там, починаючи з 29 жовтня, після чого в кінотеатрах в Сполученому Королівстві з 3 грудня фільм отримав загалом позитивні відгуки і касовий успіх з $4,2 млн при бюджеті менше $500 000. Продовження буде випущено 27 лютого 2015.

## Сюжет

### Передісторія
Шість років тому на Землю повернувся зонд НАСА, посланий в далекі куточки Сонячної системи для пошуку позаземного життя. Його місія була успішною, але помилково він впав на територію центральної Мексики. З уламків зонда вибираються дивні істоти і починають знищувати військових, цивільних і рятувальників. З зонда виривається смертельний вірус, вкрай небезпечний для людини. Населення з району евакуюється. Велика частина Мексики стає Зоною зараження і блокується американськими військами на півночі і мексиканськими на півдні. Прохід по ній заборонений і всередині Зони залишається лише близько сотні людей, які називають себе «виживістами».

### Наш час
Американський журналіст-фотограф Колдер хоче зробити репортаж про події біля Зони з боку Мексики, проте його бос, головний редактор газети, доручає йому доставити додому свою дочку Саманту, яка також опинилася в Мексиці. Колдеру і Саманті вдається дістатися до порту і за величезні гроші (5000 доларів) купити Саманті квиток на пором Мексика-США. Однак коли виявляється, що у Колдера викрали паспорт і квитки, їм залишається пробиратися в США по самій Зоні нелегально, спочатку на машині, потім на човні, знову на машинах. У лісі, по якому проходить їх шлях, вони бачать сліди зараження і дізнаються, що в істот починається шлюбний період, під час якого вони особливо небезпечні.
Під час нападу монстра (схожого на гігантського ходячого восьминога) провідники гинуть, пара вирушає далі до Стіни, що відокремлює Зону від території США. Перебравшись через Стіну, Колдер і Саманта виявляють тільки руйнування і не бачать людей. На автозаправці, де є електрика, вони зупиняються і викликають військовий патруль, а також телефонують додому. Раптово з'являється істота, з іншого боку ще одна, Колдер з Самантою спостерігають їх шлюбні ігри. Потім істоти розходяться, а патруль забирає молодих людей.
Кінець історії показаний на початку фільму як флешбек: патруль з Колдер і Самантою їде в місто, по дорозі на них нападає істота, яку військовики розстрілюють з вертольотів.

## Ролі
- Скут Макнейрі — Ендрю Колдер
- Уїтні Ейбл — Саманта Вінд

## Виробництво

### Розвиток

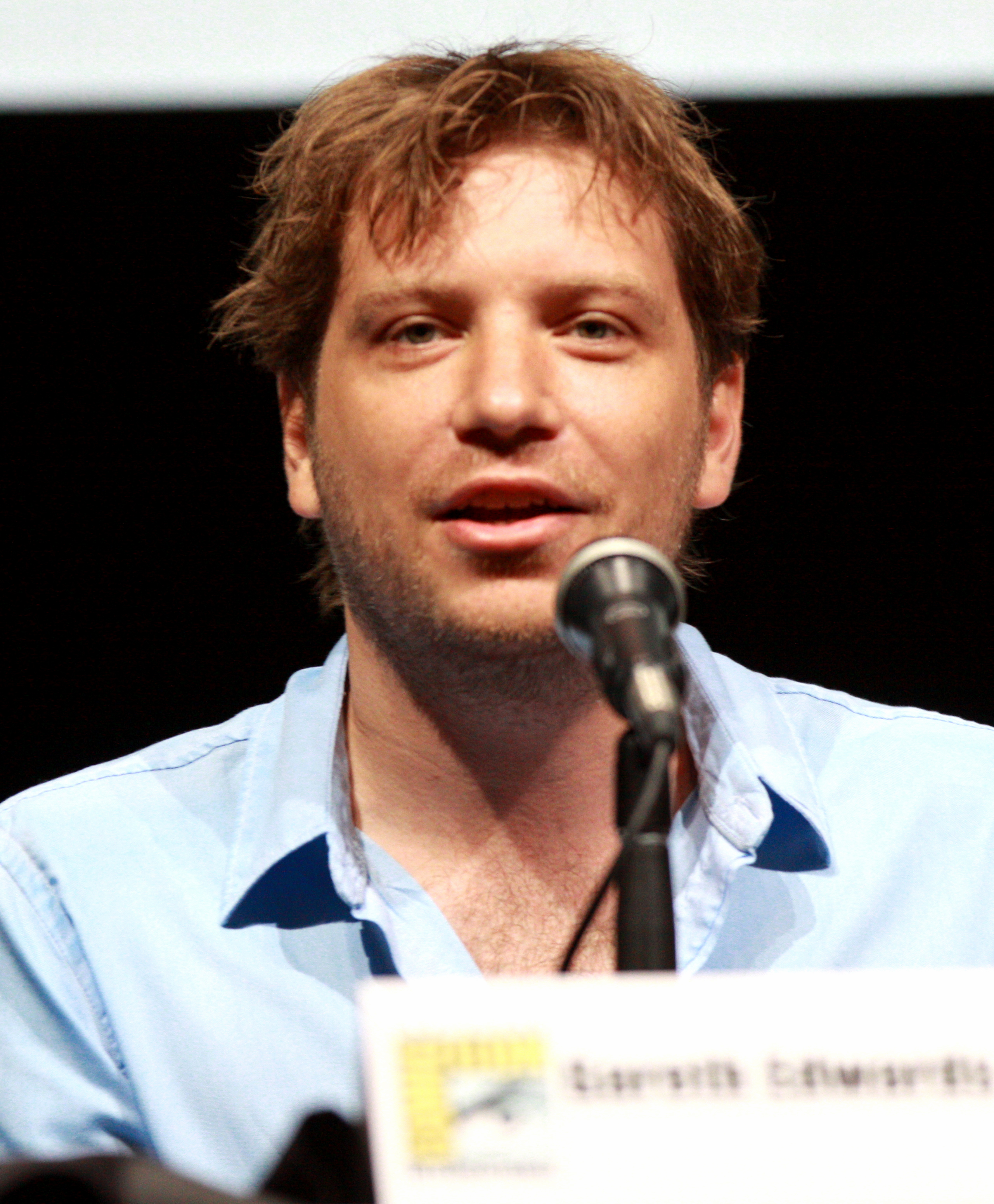
Гарет Едвардс, сценарист, режисер і кінооператор Монстрів.

Під час навчання в університеті в 1996 р. Едвардс зробив короткометражний фільм про монстра, знятий у передмісті. Спочатку він хотів розширити цю ідею, але після виходу Війни світів вважав, що в цьому не буде більше нічого особливого. Враховуючи, що фільм повинен бути малобюджетним, Едвардс вирішив взяти за основу стиль знайдений кадр з х/ф Відьма з Блер і змішати цей елемент зі своєю оригінальною концепцією.

### Попереднє виробництво
Едвардс розповів про свою ідею Vertigo Films, де продюсер Джеймс Річардсон попросив його подивитися У пошуках опівнічного поцілунку, як приклад малобюджетного кіно. Знімався в ньому Макнейрі, а сам фільм був зроблений за $15 000. Едвардс був вражений грою Макнейрі, але хотів мати реальну пару, щоб зобразити головних героїв. Макнейрі відправив Едвардсу фото своєї тодішньої подруги, акторки Уїтні Ейбл, про яку Едвардс спочатку думав, що вона «занадто гарна». Він змінив свою думку після зустрічі з ними й обрав на головні ролі.

## Критика

### Відгуки
Рейтинг фільму на Rotten Tomatoes — 72 % свіжості, 7.1/10 на основі 147 відгуків. Оцінка на Metacritic — 63/100 на основі 26 рецензій.

### Нагороди
На 13-му з'їзді Британського незалежного кіно Монстри номінований у шести категоріях, включаючи Найкращий фільм, Найкращий режисер для Едвардса і Найкраща чоловіча роль для Макнейрі. Фільм отримав нагороди за найкращу режисуру, найкращі технічні досягнення і найкращі досягненням у виробництві. На 64-й Премії BAFTA Едвардс номінований за видатний дебют британського режисера, але програв Крісу Морісу. Національна рада з відгуків назвала фільм одним з десяти найкращих незалежних фільмів 2010 р., картина посіла третє місце на Moviefone в Топ 10 науково-фантастичних фільмів 2010 р.